# Молекулярная машина

Кинезин, идущий по микротрубочке - это молекулярно-биологическая машина, использующая динамику белковых доменов на наномасштабе.

Молекулярная машина, нанит или наномашина – это молекулярный компонент, который производит квази-механические движения (выход) в ответ на определенные стимулы (вход). В клеточной биологии макромолекулярные машины часто выполняют жизненно важные задачи, такие как репликация ДНК и синтез АТФ. Выражение чаще всего применяется к молекулам, которые просто имитируют функции, происходящие на макроскопическом уровне. Этот термин также распространен в нанотехнологиях, где был предложен ряд очень сложных молекулярных машин, нацеленных на создание молекулярного ассемблера.
В течение последних нескольких десятилетий химики и физики с разной степенью успеха пытались миниатюризировать машины, существующие в макроскопическом мире. Молекулярные машины находятся в авангарде исследований клеточной биологии. Нобелевская премия по химии 2016 г. была присуждена Жан-Пьеру Соважу, сэру Дж. Фрейзеру Стоддарту и Бернарду Л. Феринге за разработку и синтез молекулярных машин.

## Типы
Молекулярные машины можно разделить на две большие категории; искусственные и биологические. Искусственные молекулярные машины (АММ) относятся к молекулам, которые искусственно созданы и синтезированы, тогда как биологические молекулярные машины обычно встречаются в природе и эволюционировали в свои формы после абиогенеза на Земле.

### Искусственные молекулярные машины
Химики синтезировали большое количество искусственных молекулярных машин (АММ), которые довольно просты и малы по сравнению с биологическими молекулярными машинами. Первый молекулярный челнок AMM был синтезирован сэром Дж. Фрейзером Стоддартом. Молекулярный челнок – это молекула ротаксана, в которой кольцо механически заблокировано на оси двумя громоздкими стопорами. Кольцо может перемещаться между двумя сайтами связывания с различными стимулами, такими как свет, pH, растворители и ионы.
Авторы статьи JACS 1991 года отмечали: «Поскольку становится возможным управлять движением одного молекулярного компонента по отношению к другому в ротаксане, появится технология для создания молекулярных машин». Механически взаимосвязанные молекулярные архитектуры возглавили разработку и синтез AMM, поскольку они обеспечивают направленное движение молекул. Сегодня существует большое количество AMM, перечисленных ниже.

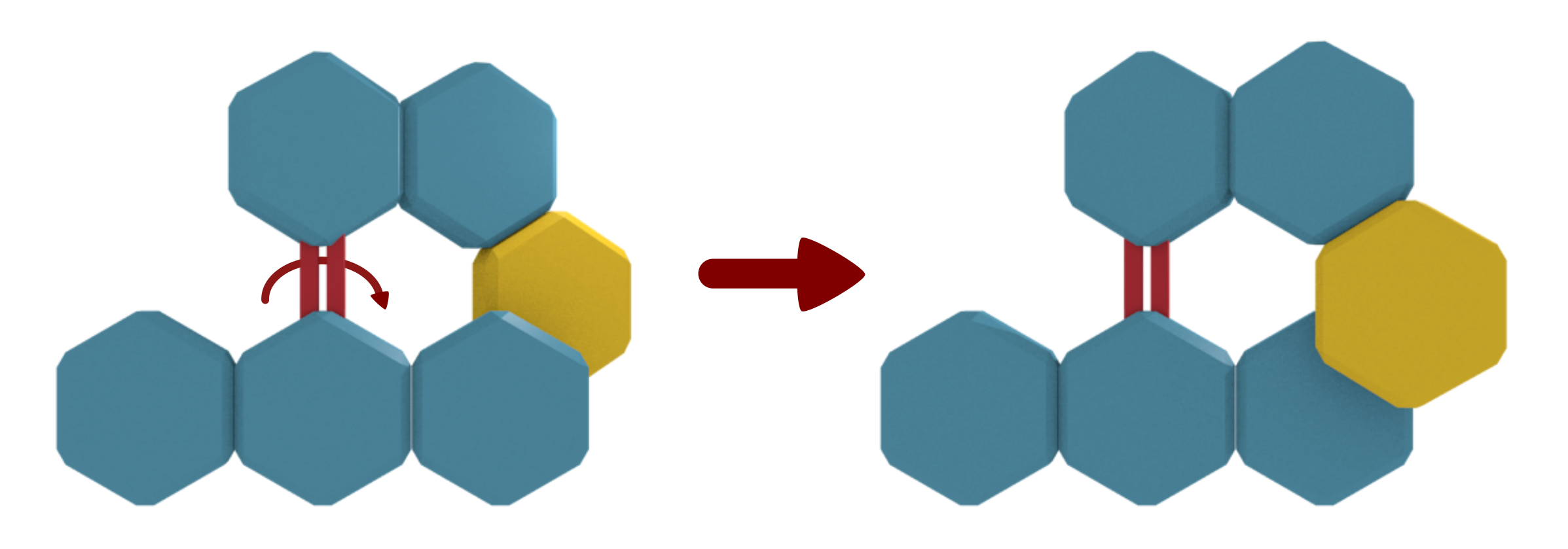
Переполненный алкановый молекулярный мотор.

#### Молекулярные двигатели
Молекулярные двигатели – это молекулы, которые способны к направленному вращательному движению вокруг одинарной или двойной связи. Роторные двигатели с одинарной связью обычно активируются химическими реакциями, тогда как роторные двигатели с двойной связью обычно работают от света. Скорость вращения двигателя также можно настроить с помощью тщательного молекулярного дизайна. Также были произведены наномоторы из углеродных нанотрубок.

#### Молекулярный пропеллер
Молекулярный пропеллер – это молекула, которая может толкать жидкости при вращении благодаря своей особой форме, которая разработана по аналогии с макроскопическими пропеллерами. У него есть несколько лезвий молекулярного масштаба, прикрепленных под определенным углом наклона по окружности наноразмерного вала. См. Также молекулярный гироскоп.

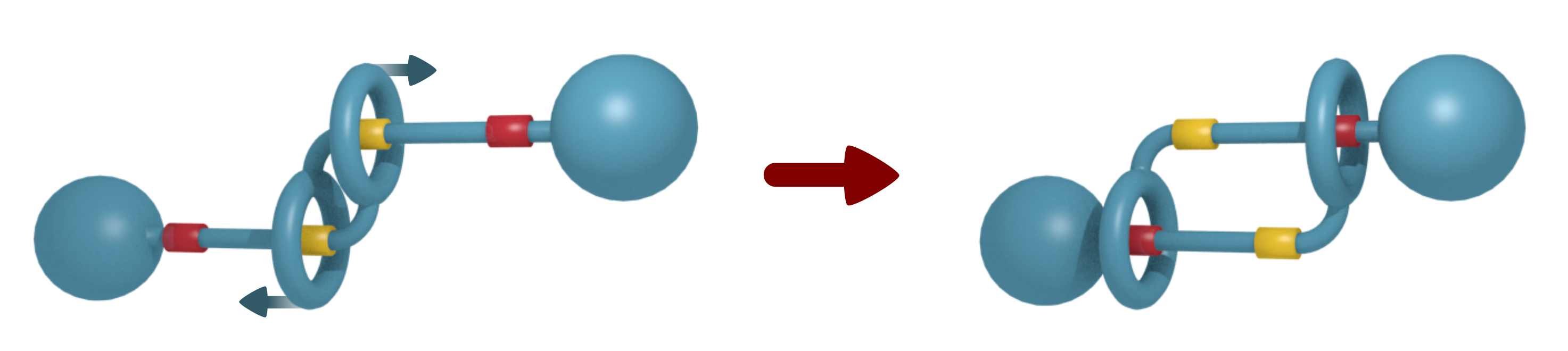
Шлейфовая цепь ротаксана. Эти молекулы считаются строительными блоками для искусственных мышц.

#### Молекулярный переключатель
Молекулярный переключатель – это молекула, которая может обратимо перемещаться между двумя или более стабильными состояниями. Молекулы могут переключаться между состояниями в ответ на изменения pH, света (фотопереключатель), температуры, электрического тока, микросреды или присутствия лиганда.

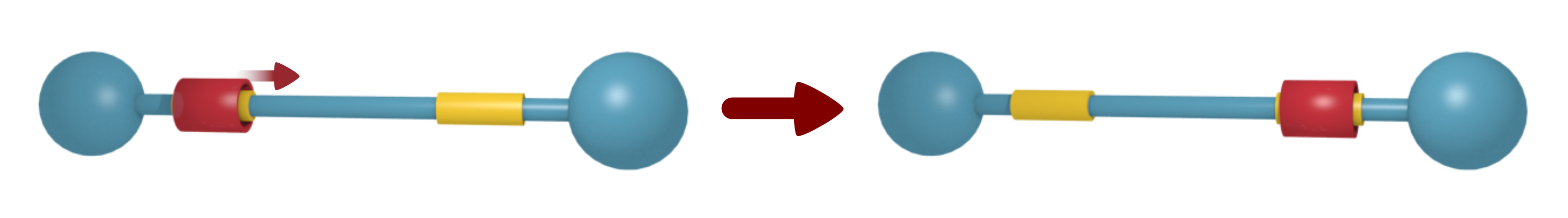
Молекулярный челнок на основе ротаксана.

#### Молекулярный челнок
Молекулярный челнок – это молекула, способная перемещать молекулы или ионы из одного места в другое. Обычный молекулярный челнок состоит из ротаксана, макроцикл которого может перемещаться между двумя участками вдоль оси "гантели".

#### Наномобиль(нанокар)
Нанокары – это одномолекулярные транспортные средства, которые напоминают макроскопические автомобили и важны для понимания того, как контролировать молекулярную диффузию на поверхностях. Первые наномобили были синтезированы Джеймсом М. Туром в 2005 году. У них было H-образное шасси и 4 молекулярных колеса (фуллерена), прикрепленных к четырем углам. В 2011 году Бен Феринга и его сотрудники синтезировали первый моторизованный нанокар с молекулярными двигателями, прикрепленными к шасси в качестве вращающихся колес. Авторам удалось продемонстрировать направленное движение наномобиля по поверхности меди, подавая энергию от острия сканирующего туннельного микроскопа. Позже, в 2017 году, в Тулузе прошла первая в мире гонка на нанокарах.

#### Молекулярные весы
Молекулярные весы – это молекула, которая может взаимодействовать между двумя и более конформационными или конфигурационными состояниями в ответ на динамику множества внутри- и межмолекулярных движущих сил, таких как водородные связи, сольвофобные / гидрофобные эффекты, π-взаимодействия стерические и дисперсионные взаимодействия. Молекулярные весы могут состоять из небольших молекул или макромолекул, таких как белки. Кооперативно свернутые белки, например, использовались в качестве молекулярных весов для измерения энергии взаимодействия и конформационных склонностей.

#### Молекулярный пинцет
Молекулярный пинцет – это молекула-хозяин, способная удерживать предметы между двумя "руками". Открытая полость молекулярного пинцета связывает предметы с помощью нековалентных связей, включая водородные связи, координацию металлов, гидрофобные силы, силы Ван-дер-Ваальса, π-взаимодействия или электростатические эффекты. Сообщалось о примерах молекулярных пинцетов, которые сконструированы из ДНК и считаются ДНК-машинами.

#### Молекулярный сенсор
Молекулярный сенсор – это молекула, которая взаимодействует с анализируемым веществом, вызывая обнаруживаемые изменения. Молекулярные сенсоры сочетают молекулярное распознавание с некоторой формой репортера, поэтому присутствие объекта можно наблюдать.

#### Молекулярный логический шлюз
Молекулярный логический шлюз – это молекула, которая выполняет логическую операцию на одном или нескольких логических входах и производит единственный логический выход. В отличие от молекулярного датчика, молекулярный логический шлюз будет выводить данные только при наличии определенной комбинации входов.

#### Молекулярный ассемблер
Молекулярный ассемблер – это молекулярная машина, способная управлять химическими реакциями, точно позиционируя реактивные молекулы.

#### Молекулярный шарнир
Молекулярный шарнир – это молекула, которую можно выборочно переключать с одной конфигурации на другую обратимым образом. Такие конфигурации должны иметь различимую геометрию; например, азобензольные группы в линейной молекуле могут подвергаться цис- транс- изомеризации при облучении ультрафиолетовым светом, вызывая обратимый переход к изогнутой или V-образной конформации. Молекулярные шарниры обычно вращаются кривошипно вокруг жесткой оси, такой как двойная связь или ароматическое кольцо. Однако также были синтезированы макроциклические молекулярные шарниры с механизмами, более похожими на зажим.

### Биологические молекулярные машины

Рибосома, выполняющая этапы удлинения и нацеливания на мембрану трансляции белка. Рибосома зеленая и желтая, тРНК темно-синего цвета, а другие задействованные белки светло-голубые. Полученный пептид попадает в эндоплазматический ретикулум.

Самые сложные макромолекулярные механизмы находятся внутри клеток, часто в форме мультибелковых комплексов. Важные примеры биологических машин включают моторные белки, такие как миозин, который отвечает за сокращение мышц, кинезин, который перемещает грузы внутри клеток от ядра по микротрубочкам, и динеин, который перемещает грузы внутри клеток к ядру и вызывает биение аксонемы подвижные реснички и жгутики. В результате подвижная ресничка представляет собой наномашину, состоящую из более чем 600 белков в молекулярных комплексах, многие из которых также функционируют независимо как наномашины. Гибкие линкеры позволяют соединенным ими мобильным белковым доменам привлекать своих партнеров по связыванию и вызывать дальнодействующую аллостерию через динамику белковых доменов. За производство энергии отвечают другие биологические машины, например АТФ-синтаза, которая использует энергию протонных градиентов через мембраны, чтобы управлять турбиноподобным движением, используемым для синтеза АТФ, энергетической валюты клетки. Другие машины отвечают за экспрессию генов, включая ДНК-полимеразы для репликации ДНК, РНК-полимеразы для производства мРНК, сплайсосомы для удаления интронов и рибосомы для синтеза белков. Эти машины и их наноразмерная динамика намного сложнее любых молекулярных машин, которые до сих пор были созданы искусственно.
Биологические машины могут найти применение в наномедицине. Например, их можно использовать для идентификации и уничтожения раковых клеток. Молекулярная нанотехнология – это спекулятивное подразделение нанотехнологии, касающееся возможности разработки молекулярных ассемблеров, биологических машин, которые могут переупорядочивать материю в молекулярном или атомном масштабе. Наномедицина будет использовать этих нанороботов, введенных в организм, для восстановления или обнаружения повреждений и инфекций. Молекулярная нанотехнология в высшей степени теоретическая, она направлена на то, чтобы предвидеть, какие изобретения могут принести нанотехнологии, и предложить повестку дня для будущих исследований. Предлагаемые элементы молекулярной нанотехнологии, такие как молекулярные ассемблеры и нанороботы, намного превосходят существующие возможности.

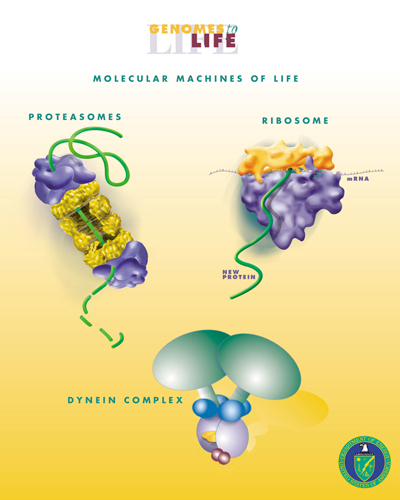
Некоторые биологические молекулярные машины

## Исследования
Создание более сложных молекулярных машин – активная область теоретических и экспериментальных исследований. Был разработан ряд молекул, таких как молекулярные пропеллеры, экспериментальные исследования которых, тем не менее, были затруднены из-за отсутствия методов их создания. В этом контексте теоретическое моделирование может быть чрезвычайно полезным для понимания процессов самосборки / разборки ротаксанов, важных для создания молекулярных машин с легким двигателем. Эти знания на молекулярном уровне могут способствовать реализации все более сложных, универсальных и эффективных молекулярных машин для областей нанотехнологии, включая молекулярные ассемблеры.
Хотя в настоящее время это неосуществимо, некоторые потенциальные применения молекулярных машин включают транспортировку на молекулярном уровне, манипулирование наноструктурами и химическими системами, обработку твердотельной информации высокой плотности и молекулярное протезирование. Прежде чем молекулярные машины можно будет использовать на практике, необходимо преодолеть многие фундаментальные проблемы, такие как автономная работа, сложность машин, стабильность в синтезе машин и рабочие условия.